# Simone Ballack

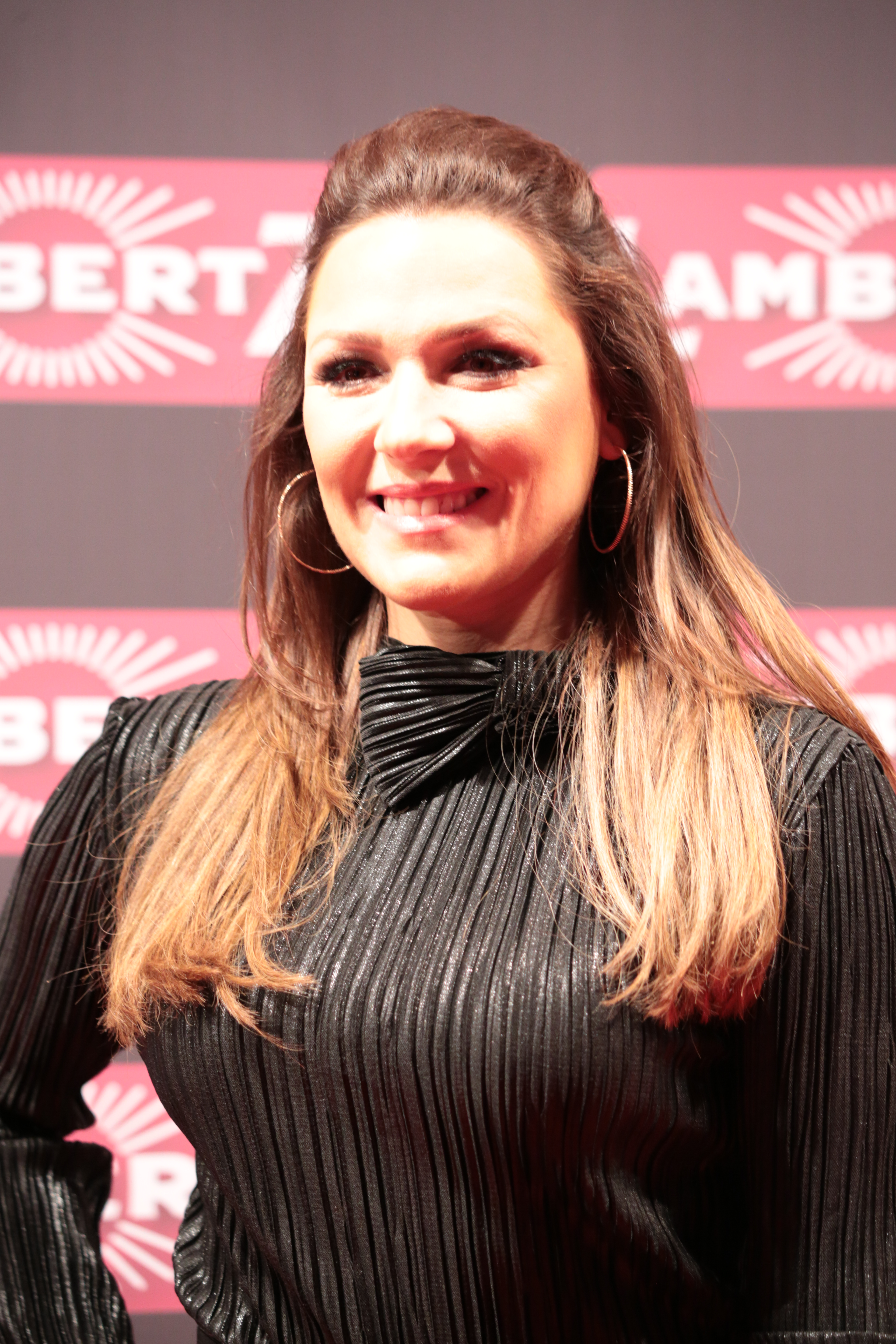
Simone Ballack (2018)

Simone Mecky-Ballack (* 16. Februar 1976 als Simone Lambe in Kaiserslautern) ist eine deutsche Teilnehmerin an Fernsehshows sowie die ehemalige Ehefrau des Fußballspielers Michael Ballack.

## Leben
Simone Mecky-Ballack wuchs in Kaiserslautern auf. Ihre Kindheit verbrachte sie nach der Trennung ihrer Eltern hauptsächlich bei ihrer Mutter. Diese heiratete später erneut, wodurch Simone einen Halbbruder hat. Nach ihrem Schulabschluss machte sie eine Ausbildung zur pharmazeutisch-kaufmännischen Angestellten. Daneben arbeitete sie in der Gastronomie. Im Café am Markt in Kaiserslautern lernte sie 1998 Michael Ballack kennen, der zu dieser Zeit beim 1. FC Kaiserslautern spielte. Die beiden wurden ein Paar.
Im Jahr 2001 kam ihr erster gemeinsamer Sohn zur Welt. Zwei weitere folgten 2002 († 2021) und 2005. Simone begleitete Michael erst nach Starnberg, dann nach London, wo er beim FC Chelsea unter Vertrag stand. Sie versuchte während dieser Zeit, ihre Söhne aus der Öffentlichkeit fernzuhalten.
Simone Lambe und Michael Ballack waren zehn Jahre lang ein Paar, ehe sie 2008 heirateten. Sie trennten sich nur vier Jahre nach der Hochzeit. Simone Ballack zog gemeinsam mit den Söhnen zurück nach Starnberg.
Später zog es Simone Ballack öfter ins Rampenlicht und vor die Kamera. 2013 nahm sie an der sechsten Staffel der RTL-Show Let’s Dance teil und belegte dort mit ihrem Tanzpartner Erich Klann den vierten Platz. Zudem eröffnete sie im gleichen Jahr ihr eigenes Restaurant, die Chickeria in Kaiserslautern, das jedoch 2017 geschlossen wurde.
Sieben Jahre nach der Trennung von Michael Ballack kam sie mit ihrem Jugendfreund, dem IT-Spezialisten Andreas Mecky zusammen. Die beiden gaben sich 2019 das Ja-Wort; sie hieß nun Simone Mecky-Ballack. 2023 trennte sich das Paar, ihr neuer Partner ist der Hotelier Heiko Grote.
2020 war sie Teilnehmerin der achten Staffel von Promi Big Brother auf Sat.1. 2021 stand sie zusammen mit Joachim Llambi für die Stiftung „RTL – Wir helfen Kindern“ vor der Kamera.

## Fernsehauftritte
- 2013: Let’s Dance (RTL)
- 2015: Promi Shopping Queen (Vox)
- 2020: Sat.1-Frühstücksfernsehen (Sat.1)[9]
- 2020: Akte (Sat.1)[10]
- 2020: Promi Big Brother (Sat.1)